# Матчи сборной Москвы по футболу (1923)
Сезон 1923 года стал 17-м в истории сборной Москвы по футболу.
В нем сборная провела 8 официальных матчей (пять соревновательных Чемпионата СССР 1923 и три товарищеских междугородних со сборными Петрограда и Харькова), а также 5 неофициальных (в том числе два против сборной РСФСР).

## Классификация матчей
По установившейся в отечественной футбольной истории традиции официальными принято считать матчи первой сборной с эквивалентным по статусу соперником (сборные городов, а также регионов и республик); матчи с клубами Москвы и других городов составляют отдельную категорию матчей.
Международные матчи также разделяются на две категории: матчи с соперниками топ-уровня (в составах которых выступали футболисты, входящие в национальные сборные либо выступающие в чемпионатах (лигах) высшего соревновательного уровня своих стран — как профессионалы, так и любители) и (начиная с 1920-х годов) международные матчи с так называемыми «рабочими» командами (состоявшими, как правило, из любителей невысокого уровня).

## Статистика сезона
| 1923       |                                    |      |
| Н (1)      | Москва — «Штурм» Харьков           | 1:1  |
| МГ 20      | Москва — Харьков                   | 1:0  |
| Н (2)      | Москва — КФ им.Петровского Харьков | 3:0  |
| Н (3)      | Москва — РСФСР                     | 3:2  |
| С 12       | Москва — Иваново-Вознесенск        | 7:0  |
| С 13       | Москва — Тифлис                    | 6:0  |
| С 14       | Москва — Ковров                    | 4:0  |
| С 15       | Москва — Иркутск                   | 15:0 |
| С 16       | Москва — Харьков                   | 3:0  |
| МГ 21      | Москва — Петроград                 | 1:0  |
| Н (4)      | Москва — РСФСР                     | 2:3  |
| Н (5)      | Москва — Харьков-II                | 6:0  |
| МГ 22      | Москва — Харьков                   | 4:1  |
| Итого      |                                    |      |
| И В Н П М  |                                    |      |
| 8 0 41−1   |                                    |      |
| 5 3 1 15−6 |                                    |      |

## Официальные матчи

### 51. Москва — Харьков — 1:0
Междугородний товарищеский матч 20 (отчет ).

| Москва      | 1:0 | Харьков |
| ----------- | --- | ------- |
| - Селин 80′ |     |         |

| Игрок               | Клуб                  |     | Вышел на замену | Гол  |
| ------------------- | --------------------- | --- | --------------- | ---- |
| Соколов, Николай    | «Яхт-клуб райкомвода» |     | 9               | (-7) |
|                     |                       |     |                 |      |
| Кузнецов, Всеволод  | «Яхт-клуб райкомвода» |     | 1               |      |
| Сысоев, Сергей      | ОППВ                  |     | 11              | 2    |
|                     |                       |     |                 |      |
| Ратов, Владимир     | ОППВ                  |     | 6               | 1    |
| Бухтеев, Сергей     | «Яхт-клуб райкомвода» |     | 6               |      |
| Ноготков, Павел     | «Яхт-клуб райкомвода» |     | 7               | 2    |
|                     |                       |     |                 |      |
| Чесноков, Сергей    | ОППВ                  |     | 1               |      |
| Троицкий, Сергей    | «Яхт-клуб райкомвода» |     | 4               |      |
| Селин, Фёдор        | «Яхт-клуб райкомвода» | Гол | 5               | 11   |
| Блинков, Константин | «Моссовет»            |     | 8               | 1    |
| Шапошников, Алексей | «Красное Орехово»     |     | 7               | 1    |

| Харьков  |  |
| -------- |  |
| Норов    |  |
|          |  |
| Грушин   |  |
| К.Фомин  |  |
|          |  |
| Капустин |  |
| Н.Кротов |  |
| Привалов |  |
|          |  |
| Казаков  |  |
| Бем      |  |
| Мищенко  |  |
| Натаров  |  |
| Левин    |  |

### 52. Москва — Иваново-Вознесенск — 7:0
Соревновательный матч 12 — Чемпионат СССР 1923, 1/16 финала (отчет ).

| Москва                                                                                  | 7:0 | Иваново-Вознесенск |
| --------------------------------------------------------------------------------------- | --- | ------------------ |
| - Шапошников 9′ - Селин 15′ 18′ - Н.Троицкий 23′ - С.Троицкий 28′ - Т.Григорьев 37′ 42′ |     |                    |

| Игрок               | Клуб                  |           | Вышел на замену | Гол  |
| ------------------- | --------------------- | --------- | --------------- | ---- |
| Баклашов, Борис     | «Моссовет»            |           | 2               | (-4) |
|                     |                       |           |                 |      |
| Сысоев, Сергей      | ОППВ                  |           | 12              | 2    |
| Попов, Пётр         | «Моссовет»            |           | 2               |      |
|                     |                       |           |                 |      |
| Малахов, Казимир    | «Яхт-клуб райкомвода» |           | 3               |      |
| Бухтеев, Сергей     | «Яхт-клуб райкомвода» |           | 7               |      |
| Ноготков, Павел     | «Яхт-клуб райкомвода» |           | 8               | 2    |
|                     |                       |           |                 |      |
| Григорьев, Тарас    | «Яхт-клуб райкомвода» | Гол · Гол | 1               | 2    |
| Троицкий, Николай   | «Динамо»              | Гол       | 4               | 1    |
| Селин, Фёдор        | «Яхт-клуб райкомвода» | Гол · Гол | 6               | 13   |
| Троицкий, Сергей    | «Яхт-клуб райкомвода» | Гол       | 5               | 1    |
| Шапошников, Алексей | «Красное Орехово»     | Гол       | 8               | 2    |

| Иваново-Вознесенск |  |
| ------------------ |  |
| А.Пожилов          |  |
|                    |  |
| Рутнев             |  |
| Дормидонтов        |  |
|                    |  |
| Наумов             |  |
| Матвеев            |  |
| Иконников          |  |
|                    |  |
| Голубев            |  |
| Герасимов          |  |
| Широков            |  |
| И.Пожилов          |  |
| Золкин             |  |

### 53. Москва — Тифлис[10]— 6:0
Соревновательный матч 13 — Чемпионат СССР 1923, 1/8 финала (отчет ).

| Москва                                                                           | 6:0 | Тифлис |
| -------------------------------------------------------------------------------- | --- | ------ |
| - Шапошников 21′ 63′ - Н.Троицкий 38′ - С.Троицкий 58′ - Селин 74′ - Бухтеев 82′ |     |        |

| Игрок               | Клуб                  |           | Вышел на замену | Гол  |
| ------------------- | --------------------- | --------- | --------------- | ---- |
| Баклашов, Борис     | «Моссовет»            |           | 3               | (-4) |
|                     |                       |           |                 |      |
| Сысоев, Сергей      | ОППВ                  |           | 13              | 2    |
| Попов, Пётр         | «Моссовет»            |           | 3               |      |
|                     |                       |           |                 |      |
| Малахов, Казимир    | «Яхт-клуб райкомвода» |           | 4               |      |
| Бухтеев, Сергей     | «Яхт-клуб райкомвода» | Гол       | 8               | 1    |
| Ноготков, Павел     | «Яхт-клуб райкомвода» |           | 9               | 2    |
|                     |                       |           |                 |      |
| Григорьев, Тарас    | «Яхт-клуб райкомвода» |           | 2               | 2    |
| Троицкий, Николай   | «Динамо»              | Гол       | 5               | 2    |
| Селин, Фёдор        | «Яхт-клуб райкомвода» | Гол       | 7               | 14   |
| Троицкий, Сергей    | «Яхт-клуб райкомвода» | Гол       | 6               | 2    |
| Шапошников, Алексей | «Красное Орехово»     | Гол · Гол | 9               | 4    |

| Тифлис     |  |
| ---------- |  |
| Папков     |  |
|            |  |
| Логинов    |  |
| Бланкман   |  |
|            |  |
| Гонель     |  |
| Хромов     |  |
| Жордания   |  |
|            |  |
| Мдивани    |  |
| Макагонов  |  |
| Кульвец    |  |
| Пачулия    |  |
| Сидоропуло |  |

### 54. Москва — Ковров — 4:0
Соревновательный матч 14 — Чемпионат СССР 1923, 1/4 финала (отчет ).

| Москва                                            | 4:0 | Ковров |
| ------------------------------------------------- | --- | ------ |
| - Савостьянов 22′ - Холин 34′ - К.Блинков 55′ 71′ |     |        |

| Игрок               | Клуб                  |           | Вышел на замену | Гол  |
| ------------------- | --------------------- | --------- | --------------- | ---- |
| Шимкунас, Франц     | ОППВ                  |           | 3               | (-3) |
|                     |                       |           |                 |      |
| Исаев, Михаил       | ОППВ                  |           | 2               |      |
| Сысоев, Сергей      | ОППВ                  |           | 14              | 2    |
|                     |                       |           |                 |      |
| Овечкин, Иван       | «Динамо»              |           | 2               |      |
| Лепорский, Андрей   | «Моссовет»            |           | 2               |      |
| Григорьев, Виктор   | ОППВ                  |           | 2               |      |
|                     |                       |           |                 |      |
| Григорьев, Тарас    | «Яхт-клуб райкомвода» |           | 3               | 2    |
| Савостьянов, Павел  | ОППВ                  | Гол       | 1               | 1    |
| Блинков, Константин | «Моссовет»            | Гол · Гол | 9               | 3    |
| Загрядсков, Михаил  | МСПО                  |           | 1               |      |
| Холин, Александр    | «Яхт-клуб райкомвода» | Гол       | 2               | 1    |

| Ковров    |  |
| --------- |  |
| Самойлов  |  |
|           |  |
| Фирсов    |  |
| Зелоскин  |  |
|           |  |
| Шеффер    |  |
| А.Сухов   |  |
| И.Сухов   |  |
|           |  |
| Винницкий |  |
| Галкин    |  |
| Петров    |  |
| Осипов    |  |
| Косицкий  |  |

### 55. Москва — Иркутск — 15:0
Соревновательный матч 15 — Чемпионат СССР 1923, 1/2 финала (отчет ).

| Москва | 15:0 | Иркутск |
| --- | ---- | ------- |
| - Шапошников 8′ 21′ 30′ 78′ - Селин 13′ 18′ 39′ 42′ 84′ - Н.Троицкий 49′ 52′ - С.Троицкий 58′ 63′ 64′ - Т.Григорьев 73′ |      |         |

| Игрок               | Клуб                  |                             | Вышел на замену | Гол  |
| ------------------- | --------------------- | --------------------------- | --------------- | ---- |
| Баклашов, Борис     | «Моссовет»            |                             | 4               | (-4) |
|                     |                       |                             |                 |      |
| Сысоев, Сергей      | ОППВ                  |                             | 15              | 2    |
| Попов, Пётр         | «Моссовет»            |                             | 4               |      |
|                     |                       |                             |                 |      |
| Малахов, Казимир    | «Яхт-клуб райкомвода» |                             | 5               |      |
| Бухтеев, Сергей     | «Яхт-клуб райкомвода» |                             | 9               | 1    |
| Ноготков, Павел     | «Яхт-клуб райкомвода» |                             | 10              | 2    |
|                     |                       |                             |                 |      |
| Григорьев, Тарас    | «Яхт-клуб райкомвода» | Гол                         | 3               | 3    |
| Троицкий, Николай   | «Динамо»              | Гол · Гол                   | 6               | 4    |
| Селин, Фёдор        | «Яхт-клуб райкомвода» | Гол · Гол · Гол · Гол · Гол | 8               | 19   |
| Троицкий, Сергей    | «Яхт-клуб райкомвода» | Гол · Гол · Гол             | 7               | 5    |
| Шапошников, Алексей | «Красное Орехово»     | Гол · Гол · Гол · Гол       | 10              | 8    |

| Иркутск      |  |
| ------------ |  |
| Ржанов       |  |
|              |  |
| Мишин        |  |
| Лернер       |  |
|              |  |
| Доброхотов   |  |
| Климов       |  |
| Красильников |  |
|              |  |
| Вяткин       |  |
| Донской      |  |
| Онуфриев     |  |
| Дружинин     |  |
| Нилов        |  |

### 56. Москва — Харьков[11]— 3:0
Соревновательный матч 16 — Чемпионат СССР 1923, финал (отчет ).

| Москва                                     | 3:0 (к 26') | Харьков |
| ------------------------------------------ | ----------- | ------- |
| - С.Сысоев 4′ - Селин 8′ - Т.Григорьев 24′ |             |         |

| Игрок               | Клуб                  |     | Вышел на замену | Гол  |
| ------------------- | --------------------- | --- | --------------- | ---- |
| Баклашов, Борис     | «Моссовет»            |     | 5               | (-4) |
|                     |                       |     |                 |      |
| Сысоев, Сергей      | ОППВ                  | Гол | 16              | 3    |
| Попов, Пётр         | «Моссовет»            |     | 5               |      |
|                     |                       |     |                 |      |
| Малахов, Казимир    | «Яхт-клуб райкомвода» |     | 6               |      |
| Бухтеев, Сергей     | «Яхт-клуб райкомвода» |     | 10              | 1    |
| Ноготков, Павел     | «Яхт-клуб райкомвода» |     | 11              | 2    |
|                     |                       |     |                 |      |
| Григорьев, Тарас    | «Яхт-клуб райкомвода» | Гол | 4               | 3    |
| Троицкий, Николай   | «Динамо»              |     | 7               | 4    |
| Селин, Фёдор        | «Яхт-клуб райкомвода» | Гол | 9               | 20   |
| Троицкий, Сергей    | «Яхт-клуб райкомвода» |     | 8               | 5    |
| Шапошников, Алексей | «Красное Орехово»     |     | 11              | 8    |

| Тифлис    |  |
| --------- |  |
| Забродин  |  |
|           |  |
| Гудзенко  |  |
| Петров    |  |
|           |  |
| Чумак     |  |
| Троценко  |  |
| А.Бутенко |  |
|           |  |
| Мясников  |  |
| Щербань   |  |
| В.Бутенко |  |
| Савинок   |  |
| Пуценко   |  |

### 57. Москва — Петроград — 1:0
Междугородний товарищеский матч 21 (отчет  ).

| Москва       | 1:0 | Петроград |
| ------------ | --- | --------- |
| - Исаков 42′ |     |           |

| Игрок             | Клуб                  |     | Вышел на замену | Гол  |
| ----------------- | --------------------- | --- | --------------- | ---- |
| Соколов, Николай  | «Яхт-клуб райкомвода» |     | 10              | (-7) |
|                   |                       |     |                 |      |
| Сысоев, Сергей    | ОППВ                  |     | 17              | 3    |
| Андреев, Вячеслав | «Красное Орехово»     |     | 3               |      |
|                   |                       |     |                 |      |
| Ратов, Владимир   | ОППВ                  |     | 7               | 1    |
| Бухтеев, Сергей   | «Яхт-клуб райкомвода» |     | 11              | 1    |
| Ноготков, Павел   | «Яхт-клуб райкомвода» |     | 12              | 2    |
|                   |                       |     |                 |      |
| Григорьев, Тарас  | «Яхт-клуб райкомвода» |     | 5               | 3    |
| Исаков, Петр      | «Красная Пресня»      | Гол | 4               | 3    |
| Селин, Фёдор      | «Яхт-клуб райкомвода» |     | 10              | 20   |
| Троицкий, Николай | «Динамо»              |     | 8               | 4    |
| Холин, Александр  | «Яхт-клуб райкомвода» |     | 3               | 1    |

| Петроград   |  |
| ----------- |  |
| Полежаев    |  |
|             |  |
| Г.Гостев    |  |
| Ежов        |  |
|             |  |
| П.Филиппов  |  |
| Батырев     |  |
| Воног       |  |
|             |  |
| П.Григорьев |  |
| М.Бутусов   |  |
| Г.Иванов    |  |
| Колотушкин  |  |
| А.Богданов  |  |

### 58. Москва — Харьков — 4:1
Междугородний товарищеский матч 22 (отчет ).

| Москва                                            | 4:1 | Харьков       |
| ------------------------------------------------- | --- | ------------- |
| - Бухтеев 15′ - Исаков 25′ 72′ - Т.Григорьев ~85′ |     | - 42′ Казаков |

| Игрок             | Клуб                  |                | Вышел на замену | Гол  |
| ----------------- | --------------------- | -------------- | --------------- | ---- |
| Соколов, Николай  | «Яхт-клуб райкомвода» | Серебряный гол | 11              | (-8) |
|                   |                       |                |                 |      |
| Сысоев, Сергей    | ОППВ                  |                | 18              | 3    |
| Андреев, Вячеслав | «Красное Орехово»     |                | 4               |      |
|                   |                       |                |                 |      |
| Григорьев, Виктор | МСПО                  |                | 3               |      |
| Бухтеев, Сергей   | «Яхт-клуб райкомвода» | Гол            | 12              | 2    |
| Ноготков, Павел   | «Яхт-клуб райкомвода» |                | 13              | 2    |
|                   |                       |                |                 |      |
| Григорьев, Тарас  | «Яхт-клуб райкомвода» | Гол            | 6               | 4    |
| Исаков, Петр      | «Красная Пресня»      | Гол · Гол      | 5               | 5    |
| Селин, Фёдор      | «Яхт-клуб райкомвода» |                | 11              | 20   |
| Троицкий, Сергей  | «Яхт-клуб райкомвода» |                | 9               | 5    |
| Холин, Александр  | «Яхт-клуб райкомвода» |                | 4               | 1    |

| Харьков    |     |
| ---------- | --- |
| Норов      |     |
|            |     |
| Грушин     |     |
| К.Фомин    |     |
|            |     |
| Капустин   |     |
| Н.Кротов   |     |
| Привалов   |     |
|            |     |
| Казаков    | Гол |
| Бем        |     |
| Шпаковский |     |
| Натаров    |     |
| Костюков   |     |

## Неофициальные матчи
1. Товарищеский матч 
| Москва           | 1:1 | «Штурм»       |
| ---------------- | --- | ------------- |
| - С.Троицкий 2Т′ |     | - Натаров 23′ |

| Москва: Н.Соколов - С.Сысоев, Вс.Кузнецов - В.Ратов, Бухтеев, Ноготков - С.Чесноков (ОППВ), С.Троицкий, К.Блинков, К.Тюльпанов (ОППВ), Шапошников «Штурм»: Норов - Колотухин, Лазуненко - Винников, Капустин, Привалов - Левин, Натаров, Алферов, Кротов, Казаков |

2. Товарищеский матч .
| Москва | 3:0 | КФ им.Петровского |
| ------ | --- | ----------------- |
|        |     |                   |

3. Контрольный матч со сборной РСФСР 
| Москва                                         | 3:2 | РСФСР               |
| ---------------------------------------------- | --- | ------------------- |
| - Селин ~10′ - С.Троицкий 48′ - Н.Троицкий 59′ |     | - Канунников 6′ 85′ |

| Москва: Баклашов - С.Сысоев , М.Исаев (ОППВ) - Барляев (ОППВ), Сергей Бухтеев, Ноготков - С.Чесноков, С.Троицкий, Селин, Н.Троицкий, Г.Силин («Русскабель») РСФСР: Н.Соколов - Г.Гостев, С.Иванов - Карнеев, И.Артемьев, В.Ратов - П.Григорьев, Д.Маслов, Исаков, Канунников, П.Артемьев |

4. Контрольный матч со сборной РСФСР 
| Москва                        | 2:3 | РСФСР                              |
| ----------------------------- | --- | ---------------------------------- |
| - Т.Григорьев 22′ - Холин 87′ |     | - Д.Маслов 32′ - М.Бутусов 59′ 69′ |

| Москва: Баклашов - С.Сысоев , В.Григорьев - Малахов, Сергей Бухтеев, Ноготков - Т.Григорьев, Сушков («Яхт-клуб райкомвода»), Селин 75', С.Троицкий, Холин · РСФСР: Полежаев - Г.Гостев, Ежов - Воног, В. Ратов, Лагунов - С.Иванов, Д.Маслов, Исаков, М.Бутусов, П.Артемьев |

5. Товарищеский матч.
| Москва                                                                            | 6:0 | Харьков-II |
| --------------------------------------------------------------------------------- | --- | ---------- |
| - Исаков 10′ (6)′ - С.Троицкий 25′ - Холин (3)′ - Т.Григорьев (4)′ - Бухтеев (5)′ |     |            |

| Москва: Н.Соколов 6' (6' Селин) - С.Сысоев, В.Андреев - В.Григорьев, Бухтеев, Ноготков - Т.Григорьев, Селин (до 6'), Исаков, С.Троицкий, Холин · -II: Рукавицын - Губарев, К.Фомин - Винников, Капустин, Усов - Костюков, Зуб, Мищенко, Алферов, Ситцевой |